# Football against the enemy
Football against the enemy ist ein Buch des britischen Autors und Sportjournalisten Simon Kuper. 1994 erschienen, wurde es zu einem Bestseller, der vom britischen Fußballmagazin FourFourTwo als "bestes Fußballbuch aller Zeiten" gefeiert wurde. In einer aktualisierten Version erschien das Buch 2009 in Deutschland unter dem Titel: Football against the enemy - Oder: Wie ich lernte, Deutschland zu lieben.

## Inhalt
Für die Recherche war Kuper neun Monate unterwegs, in denen er 22 Länder besucht hat. Den Rahmen des Buches bildet die deutsch-niederländische Fußballrivalität: es beginnt mit dem Sieg der Niederlande gegen  Deutschland im Halbfinale der Europameisterschaft 1988 und endet mit der Fußball-WM 2006 in Deutschland. Kuper hat den Großteil seiner Kindheit in den Niederlanden verbracht. 
Dazwischen liegen Begegnungen mit Trainern wie Bora Milutinović in den USA oder Walerij Lobanowskyj in der Ukraine. Kuper trifft die Spielerlegende Roger Milla in Kamerun oder erläutert das hochbrisante Derby Rangers gegen Celtic im schottischen Glasgow. In Berlin trifft er einen Ost-Berliner Hertha-Fan, der in der DDR jede Gelegenheit genutzt hat, um West-Mannschaften zu sehen, und kurz vor der Wende ausreisen durfte. Man erfährt viel über Vereine und ihre Geschichte, Fan-Rivalitäten oder kulturelle und politische Aspekte des Fußballs.

## Kritik
Die Kritiker haben das Buch weitgehend positiv oder sogar überschwänglich aufgenommen. Das britische Fußballmagazin FourFourTwo hat es sogar als das "beste Fußballbuch aller Zeiten" bezeichnet. Die britische Tageszeitung The Times schrieb: „Wenn Sie Fußball mögen, lesen Sie es! Wenn Sie Fußball nicht mögen, lesen Sie es!“ Für den Guardian war Football against the enemy "faszinierend und erfrischend", für die Financial Times "scharfsinnig und äußerst unterhaltsam".

## Kapitel
1. Die ganze Welt jagt dem Fußball nach
2. Fußball ist Krieg
3. Der Fußball-Dissident
4. Das Baltikum will nach Amerika
5. Chef des KGB und linker Innenverteidiger
6. Der Herrscher der Ukraine
7. Einsamer Skinhead rettet die Nation
8. Gazza, Europa und Margaret Thatschers Sturz
9. Ein Tag mit Helenio Herrera
10. Der FC Barcelona und die schottische Frage
11. Holländer und Engländer: Warum Bobby Robson in Holland scheiterte
12. Afrika (in Küze)
13. Roger Milla und Präsident Biya
14. Mandela zu Besuch in Helderfontein
15. Kleine, dunkle Amerikaner
16. Argentina, Campeón!
17. Pelé, der "Malandro"
18. Celtic und Rangers, oder Rangers und Celtic
19. Der Präsident und die Bad Blue Boys
20. Weltweites Spiel, weltweiter Dschihad
21. Seltsam, oder: Wie ich lernte, die Deutschen zu lieben